# Osservatorio di Saint-Véran
L'osservatorio di Saint-Véran (in francese observatoire de Saint-Véran), noto anche come osservatorio del Pic de Château Renard, è un osservatorio astronomico francese situato sul Pic de Château Renard nel comune di Saint-Véran nel dipartimento delle Alte Alpi, alle coordinate 44°41′52.58″N 6°54′24.12″E a 2.930 metri s.l.m.. Il suo codice MPC è 615 St. Veran.
L'osservatorio è stato costruito nel 1974 come succursale dell'Osservatorio di Parigi. Nel 1990 è stato concesso in uso agli astronomi amatoriali che possono avvalersi di un telescopio fornito dall'Osservatorio dell'Alta Provenza.
Il Minor Planet Center lo accredita per la scoperta di trentaquattro asteroidi effettuate tra il 2001 e il 2005.
| 48159 Saint-Véran      | 16 aprile 2001   |
| 72819 Brunet           | 18 aprile 2001   |
| 77441 Jouve            | 18 aprile 2001   |
| 108140 Alir            | 16 aprile 2001   |
| 124104 Balcony         | 17 aprile 2001   |
| 128633 Queyras         | 8 settembre 2004 |
| 145445 Le Floch        | 2 settembre 2005 |
| 149865 Michelhernandez | 29 agosto 2005   |
| 156879 Eloïs           | 4 marzo 2003     |
| 156880 Bernardtregon   | 4 marzo 2003     |
| 158657 Célian          | 4 marzo 2003     |
| 178830 Anne-Véronique  | 18 aprile 2001   |
| 182262 Solène          | 17 aprile 2001   |
| 211473 Herin           | 4 marzo 2003     |
| 264476 Aepic           | 16 aprile 2001   |